# موریسون (میزوری)
موریسون (به انگلیسی: Morrison) یک شهر در ایالات متحده آمریکا است که در شهرستان گاسکوناد، میزوری واقع شده‌است. موریسون ۱٫۱۷ کیلومتر مربع مساحت و ۱۳۹ نفر جمعیت دارد و ۱۶۲ متر بالاتر از سطح دریا واقع شده‌است.